# Danny Crane
Daniel Crane (sinh ngày 27 tháng 5 năm 1984) là một cầu thủ bóng đá người Anh thi đấu ở Football League cho Rushden & Diamonds.